# Ruta Imperial de la Comunidad de Madrid

Municipios integrados en la Ruta Imperial de la Comunidad de Madrid.

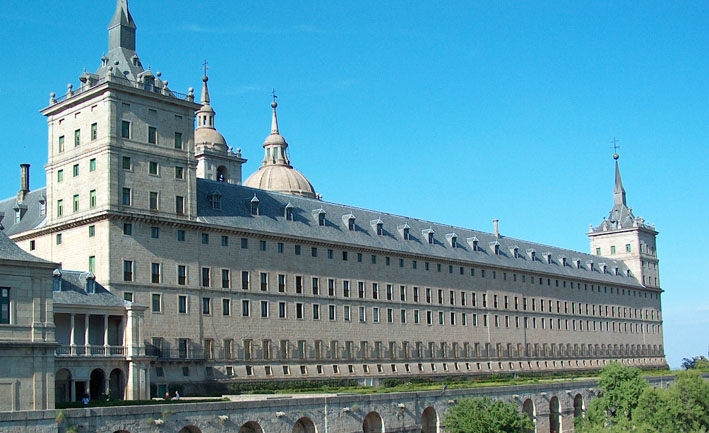
La Ruta Imperial se articula alrededor del Real Monasterio de El Escorial.

Se denomina Ruta Imperial de la Comunidad de Madrid a un itinerario turístico promocionado por la Consejería de Cultura y Turismo de esta región española, que recorre varios municipios de la sierra de Guadarrama. Sigue parcialmente el camino histórico que conducía hasta el monasterio de El Escorial, empleado en el siglo XVI por el rey Felipe II, en sus desplazamientos desde la ciudad de Madrid hasta el Real Sitio.
La Ruta Imperial tiene como núcleo central a este monumento, que, en 1984, recibió la declaración de Patrimonio de la Humanidad por parte de la Unesco, junto con todo el Real Sitio. Este se extiende sobre los términos municipales de San Lorenzo de El Escorial y El Escorial, en los que se encuentran edificios, obras de ingeniería y jardines de gran valor histórico-artístico. En la primera localidad destacan, además del Real Monasterio, las Casas de Oficios y la Casita del Infante (o de Arriba) y, en la segunda, la Casita del Príncipe (o de Abajo).
Este conjunto monumental se complementa con la oferta turística que ofrecen diferentes municipios cercanos al Monasterio, pertenecientes tanto a la comarca de la Sierra Oeste de Madrid como a la de la cuenca del Guadarrama. En ellos se reúne un modesto pero relevante patrimonio artístico y la existencia de espacios naturales de gran interés paisajístico y medioambiental.

## Descripción

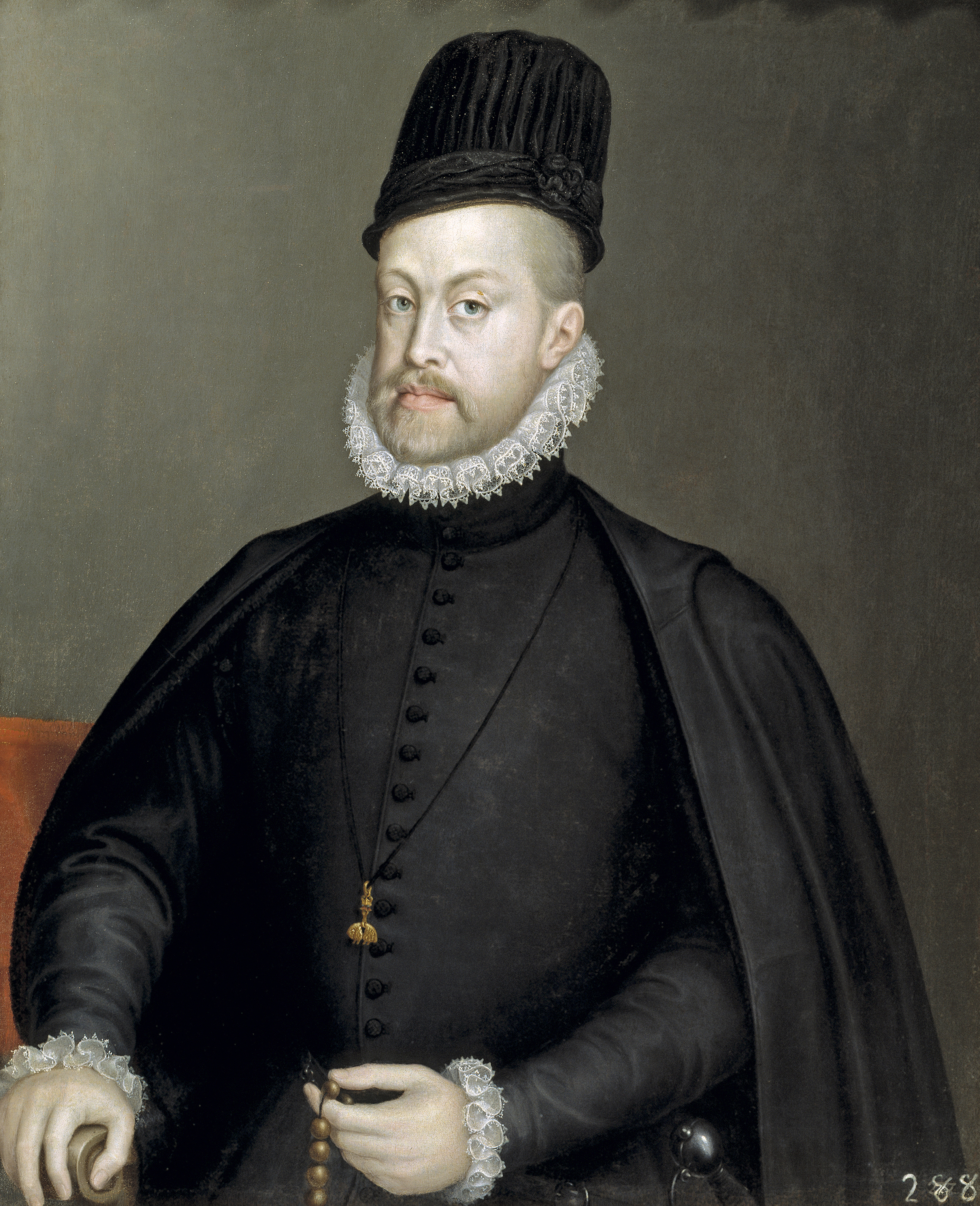
Felipe II impulsó distintas obras en los pueblos cercanos al monasterio de El Escorial.

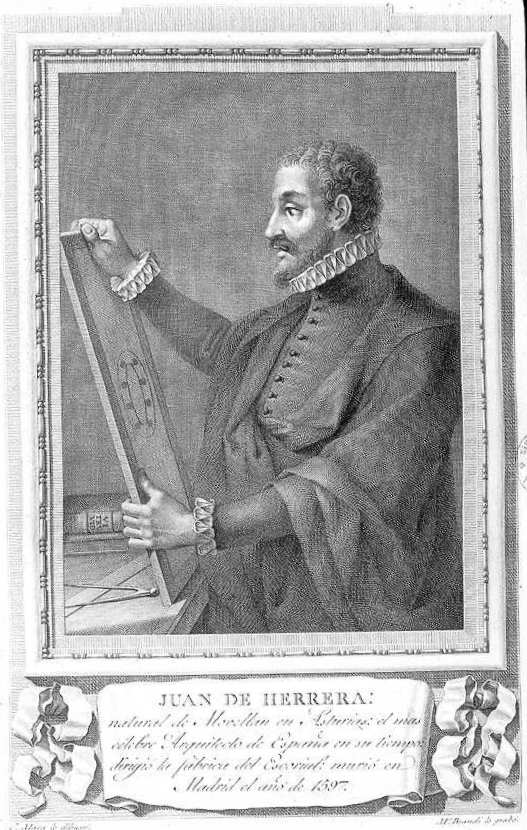
Juan de Herrera, arquitecto del Real Monasterio.

La Ruta Imperial discurre por nueve pueblos madrileños, a través de dos trayectos bien diferenciados y un núcleo central. El primer tramo, el de ida, parte desde la ciudad de Madrid hasta Torrelodones, Collado Villalba y Guadarrama. Desde aquí se accede a San Lorenzo de El Escorial y El Escorial, que conforman el foco principal. El tercer trecho, el de vuelta, recorre Robledo de Chavela, Fresnedillas de la Oliva, Navalagamella y Valdemorillo, desde donde se regresa a la capital.
Sólo algunas de estas poblaciones formaron parte del itinerario seguido por Felipe II, que coincidía de modo parcial con el antiguo Camino Real de Valladolid. Entre ellos, se encuentran Torrelodones, Collado Villalba (a través del paraje conocido como La Venta) y Guadarrama, que, a partir del siglo XVI, vieron florecer una importante actividad hostelera, dirigida a los viajeros que buscaban descanso en sus desplazamientos hasta San Lorenzo de El Escorial.
Los restantes municipios, en su mayoría, también han estado relacionados históricamente con el Real Monasterio, bien porque albergaron obreros empleados en su construcción, bien porque abastecieron a la Corte instalada en él, bien porque dieron cobertura religiosa a quienes acudían a las obras del monasterio, a través de sus iglesias. Fruto de esta vinculación histórica es la existencia, más allá de San Lorenzo de El Escorial, de varios edificios construidos por Juan de Herrera, el arquitecto del Monasterio, o por sus discípulos. 
En otras localidades incluidas en el itinerario, no han existido nexos tan directos con el Monasterio, al margen de su proximidad geográfica. Su presencia dentro la Ruta Imperial tiene como objetivo potenciar el desarrollo de una industria turística, aprovechando la fama alcanzada por el Real Sitio. Es el caso de Fresnedillas de la Oliva.
A la inversa, algunas localidades que Felipe II visitaba en sus desplazamientos no aparecen integradas en la Ruta Imperial, al ubicarse fuera del trazado actual de carreteras principales. Aquí figura Galapagar, pueblo sobre el que se articuló un segundo camino, más directo, que partía de Torrelodones. Diferentes obras de ingeniería, como la construcción de puentes y la mejora de la calzada, realizadas poco antes de la finalización del monasterio, fueron suficientes para que el monarca optara por esta nueva ruta.
La vinculación de Galapagar con la Real Fundación se aprecia en la iglesia de Nuestra Señora de la Asunción, que presenta toques escurialenses en el chapitel que remata su torre. Las ruinas de la Casa Veleta, mandada construir por el rey como lugar de descanso, ofrecen otro ejemplo de la importancia alcanzada por este municipio mientras duraron las obras del Monasterio.

## Patrimonio artístico
La Ruta Imperial queda definida, en el terreno artístico, por la arquitectura herreriana, estilo surgido en el Renacimiento, que toma su nombre de Juan de Herrera, artífice del monasterio de El Escorial. Esta obra, impulsada por el rey Felipe II en la segunda mitad del siglo XVI, dejó su impronta en notables edificios del Real Sitio, así como en su trazado urbanístico, además de en algunas construcciones de los pueblos que hoy forman parte del itinerario turístico. Estas localidades añaden edificaciones anteriores y posteriores al siglo XVI, que completan la oferta artística de la Ruta Imperial.

### El estilo herreriano en la Ruta Imperial

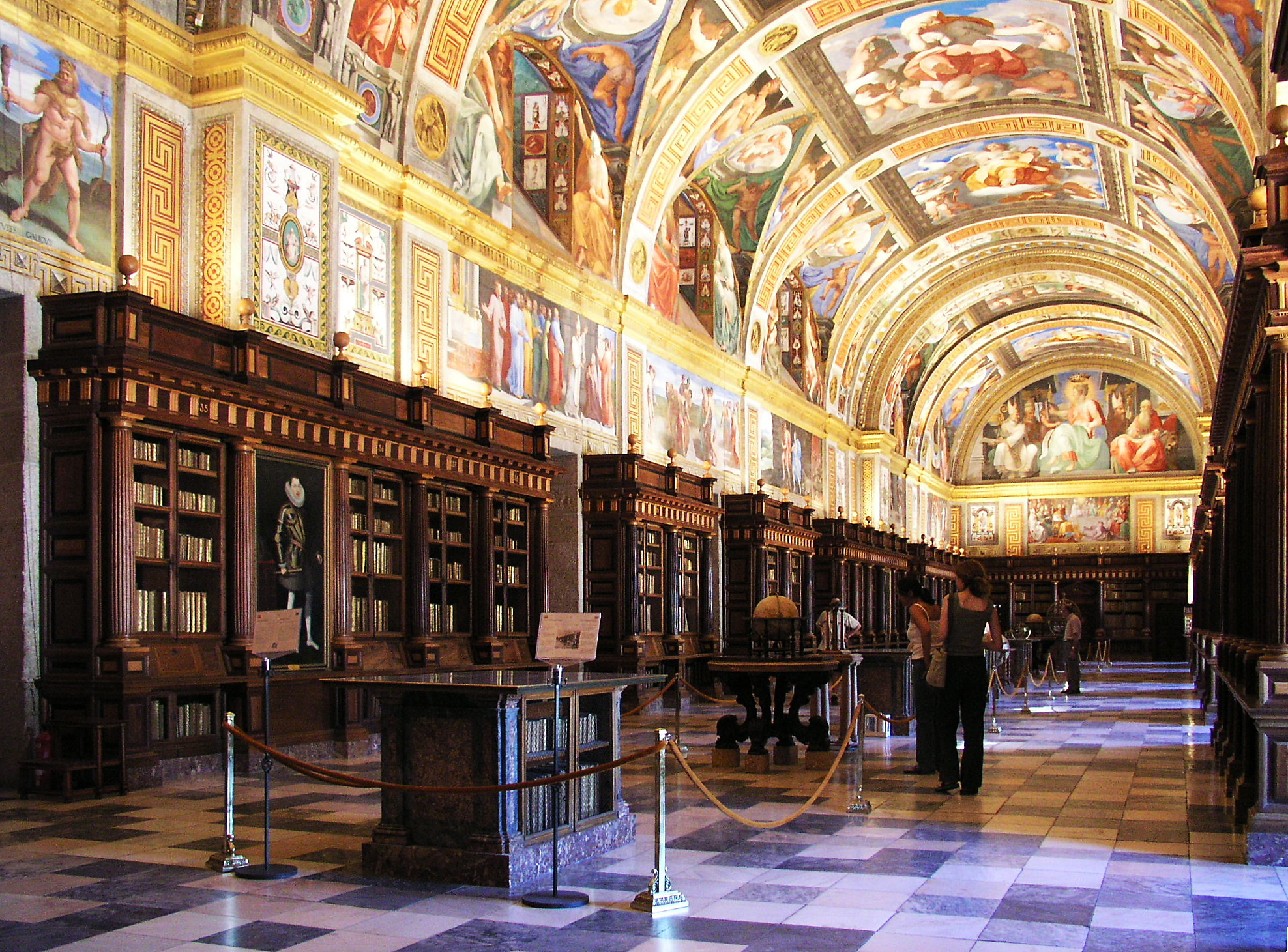
Real Biblioteca de San Lorenzo de El Escorial, uno de los lugares más importantes del Monasterio.

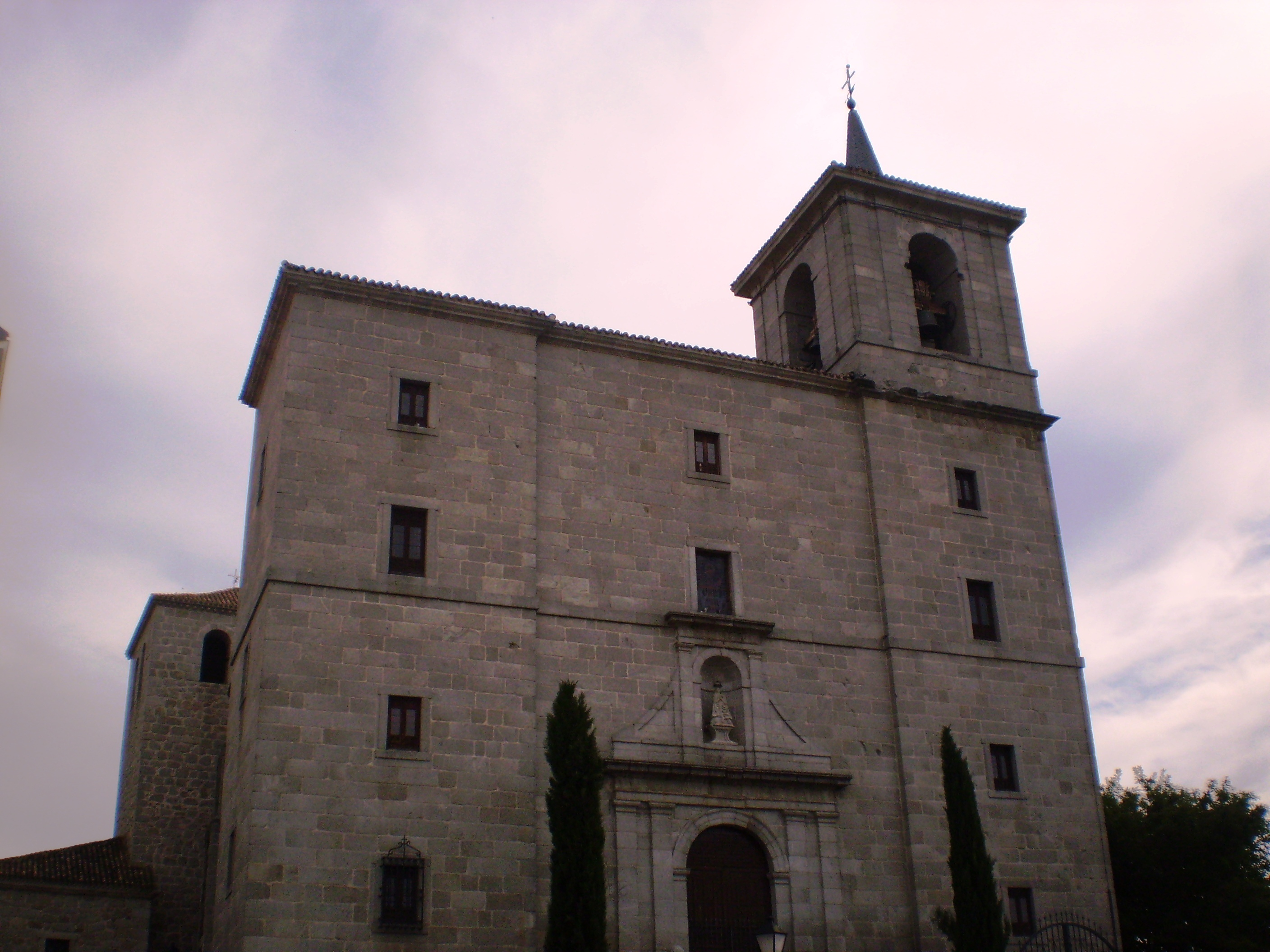
Iglesia de Nuestra Señora de la Asunción, en Valdemorillo.

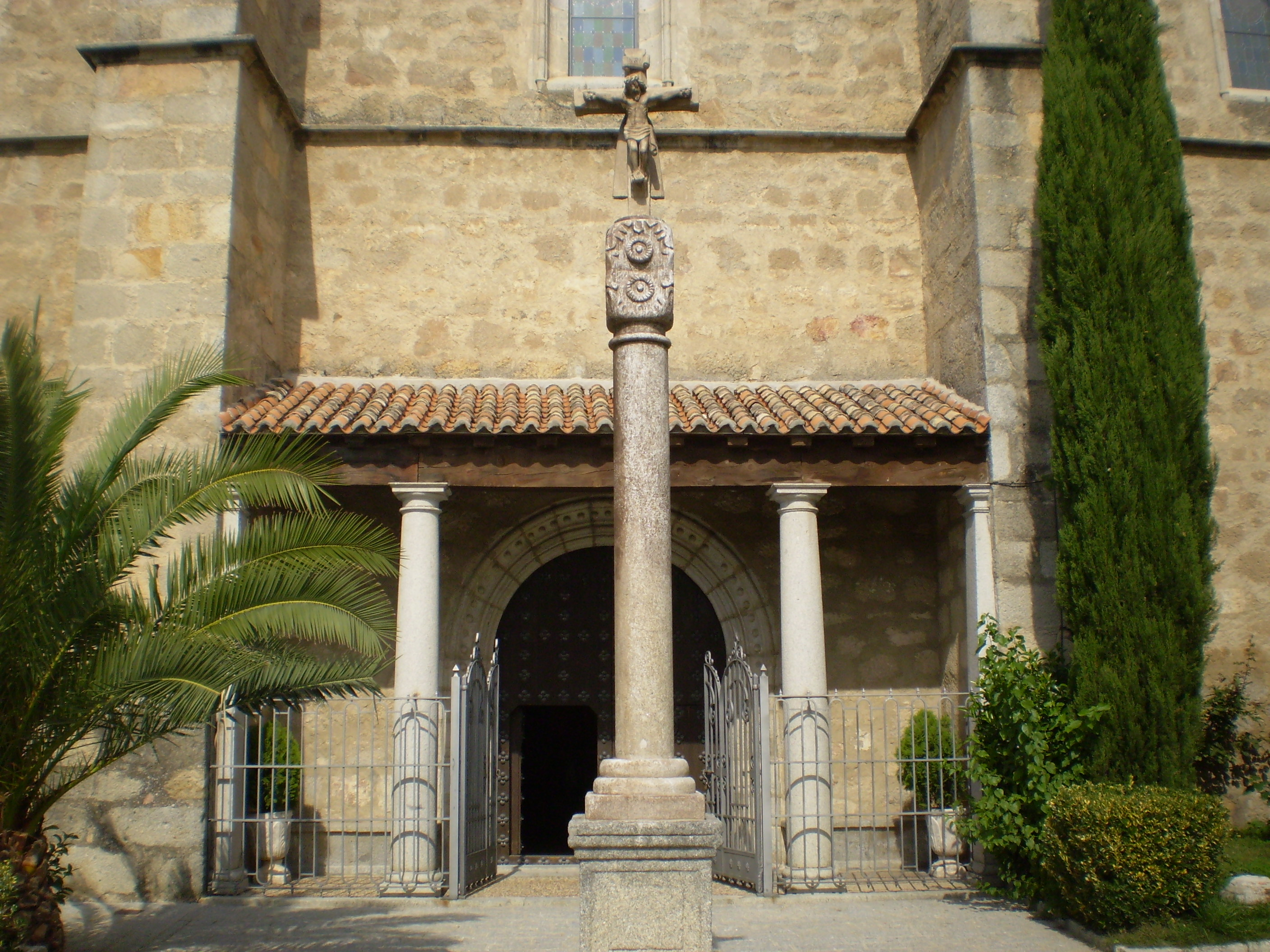
Iglesia de Nuestra Señora de la Estrella, en Navalagamella.

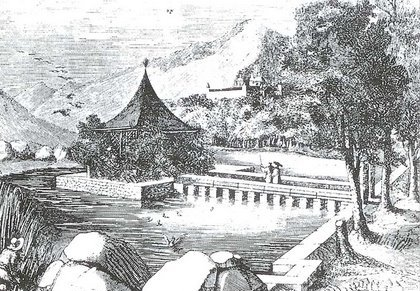
Estanque en La Granjilla de La Fresneda (El Escorial), en un dibujo de 1862.

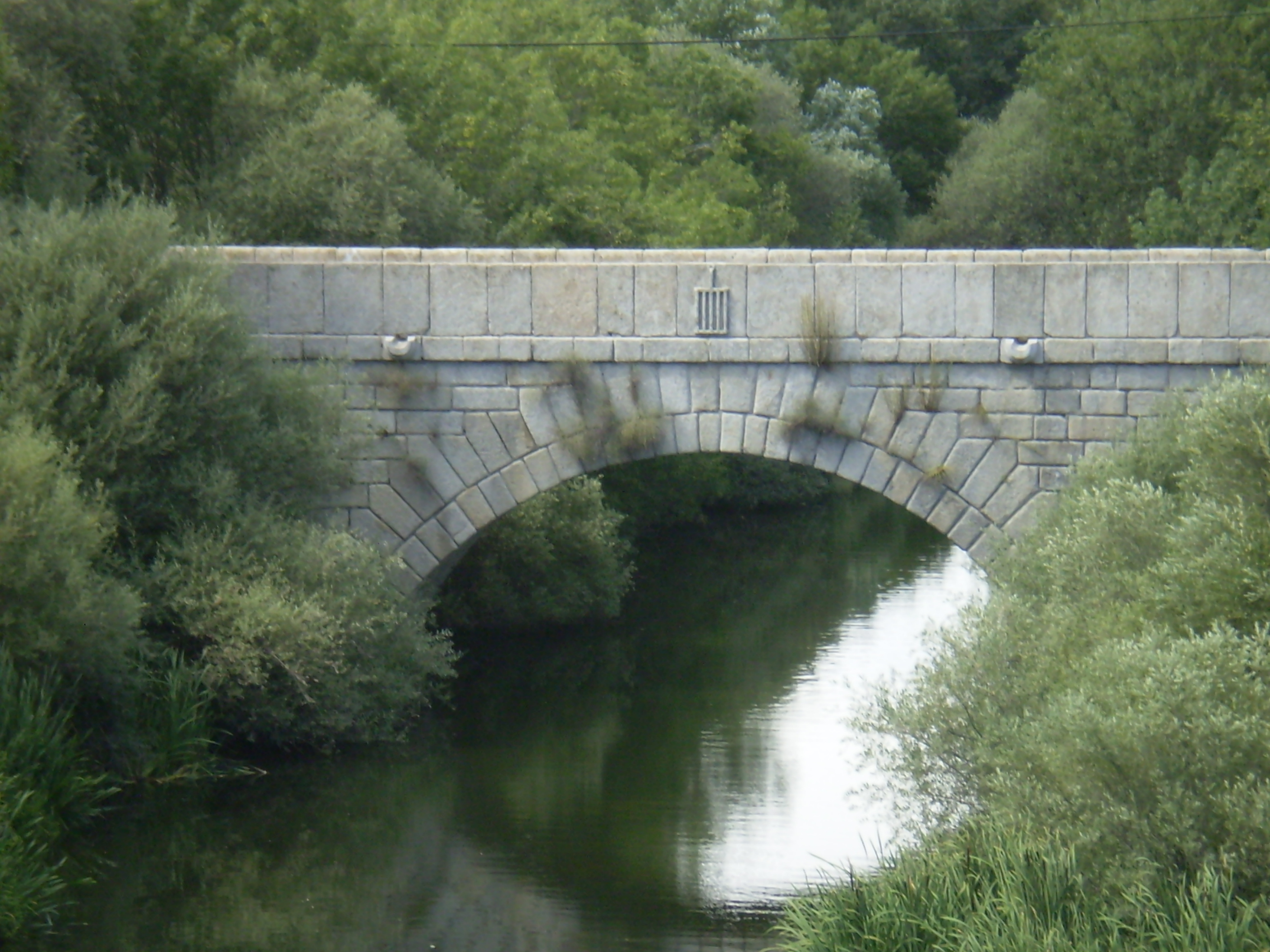
El Puente Nuevo, sobre el río Guadarrama, abrió una nueva ruta hacia el monasterio de El Escorial, a través de Galapagar.

El Real Monasterio fue concluido el 13 de septiembre de 1584, después de 21 años de obras, realizadas a partir de un proyecto inicial de Juan Bautista de Toledo, continuado, tras su muerte, por Juan de Herrera. No se trata de la única construcción herreriana que se encuentra en la Ruta Imperial y en otras zonas de la sierra de Guadarrama. Este estilo se extendió rápidamente por la comarca, gracias a los beneficios que concedía la Casa Real española, dirigidos a la remodelación de edificios. La medida estaba destinada a evitar la despoblación y, al mismo tiempo, a propiciar una cierta unidad estética.
Uno de los rasgos más característicos del estilo herreriano, el chapitel piramidal de pizarra rematado en punta, está presente en las torres de las iglesias mayores de diferentes localidades guadarrameñas. Pueden citarse, fuera del itinerario turístico, las de Galapagar, construida inicialmente en estilo gótico, y Colmenarejo, que presenta, además, trazas escurialenses en todo su exterior.
Dentro de la ruta, las iglesias herrerianas que aquí se encuentran presentan un aspecto sobrio e imponente, completamente desproporcionado al tamaño de los pequeños pueblos donde se ubican, tal y como ocurre con el propio monasterio de El Escorial. 
La iglesia de Nuestra Señora de la Asunción, de Valdemorillo, es una de las mayores dimensiones. Edificada en el siglo VIII como mezquita, fue transformándose en los siglos posteriores. Aún conserva restos mozárabes en su fachada norte, además de algunos elementos románicos, góticos (caso de su bóveda de crucería) y barrocos (como su sacristía). La reforma impulsada a finales del siglo XVI y culminada en 1601 le dio un aspecto unitario, claramente herreriano. Fue realizada por Bartolomé Elorriaga, discípulo de Juan de Herrera, quien empleó sillares de piedra de granito.
La iglesia de Nuestra Señora de la Estrella, en Navalagamella, declarada Bien de Interés Cultural por la Comunidad de Madrid, también destaca por sus proporciones. Se construyó en estilo gótico tardío, como un templo fortificado, como aún puede observarse en sus gruesos contrafuertes. Al igual que la iglesia de Valdemorillo, fue remodelada en el siglo XVI, al compás de los incentivos económicos concedidos por la Corona. Los rasgos herrerianos están presentes externamente, sobre todo en su fachada principal y en su torre, coronada por el característico chapitel. Su interior, sin embargo, mantiene el estilo gótico inicial. Cabe citar su bóveda de crucería.
La iglesia de San Bernabé (siglo XVI) es otro ejemplo notable de arquitectura herreriana. A diferencia de los dos templos anteriores, fue erigida enteramente en este estilo renacentista, sin aprovechar restos de construcciones precedentes. Su autor fue Francisco de Mora, discípulo de Juan de Herrera, quien llevó a cabo la obra en un tiempo récord. Bastaron dos años (1594-1595) para inaugurar esta iglesia de una única nave, coronada por una bóveda de cañón, con arcos fajones. Está situada en El Escorial, cuyo término fue elegido por Felipe II para edificar el Real Monasterio y del que, en tiempos de Carlos III, se segregó el actual municipio de San Lorenzo de El Escorial, donde se localiza el citado monumento.
Torrelodones también se hizo eco de las corrientes arquitectónicas de Juan de Herrera, que firmó su última obra en vida en esta localidad. Se trata del Real Aposento de Torrelodones, del que sólo se conservan los cimientos. Fue construido para facilitar el descanso de Felipe II, en sus desplazamientos desde Madrid hasta San Lorenzo de El Escorial, por el Camino Real de Valladolid. En este pueblo también se encuentra la Fuente de El Caño (siglo XVI), obra de carácter monumental que los vecinos financiaron para hacer más agradable la estancia de la Corte. La influencia herreriana es notable.
La necesidad de hospedaje se hizo patente mientras se construía el Real Monasterio. A este respecto, destaca el monasterio de Prestado, ubicado en El Escorial, si bien el edificio es muy anterior al siglo XVI. Fue reconvertido para adecuarlo como lugar de residencia de Felipe II, que vivió intermitentemente en él a lo largo de los 21 años que duraron las obras. Se trata de una vieja casona serrana, que, en su reforma, incorporó ciertos toques herrerianos. 
Sin salir de este municipio, el paraje de La Granjilla de La Fresneda reúne un palacio y un convento igualmente adscritos a este estilo, además de un jardín renacentista que integra cuatro estanques, nutridos por el río Aulencia. Está enclavado en una finca de 148 hectáreas, que se encuentra en manos privadas. Se trata de uno de los monumentos herrerianos más significativos de la Comunidad de Madrid y, al mismo tiempo, más desconocidos. Fue diseñado por Juan Bautista de Toledo, a semejanza del modelo empleado en la Casa de Campo, de Madrid.
En San Lorenzo de El Escorial, bordeando la Lonja del Monasterio, se sitúan la Primera y la Segunda Casa de Oficios y la Casa de la Compaña, destinadas a albergar a los distintos trabajadores y personal de servicio del Real Monasterio. Las dos primeras fueron proyectadas por Juan de Herrera y la tercera por Francisco de Mora entre 1587 y 1596. 
Dos siglos después, Juan de Villanueva cerró el perímetro de la Lonja, con la Tercera Casa de Oficios y las Casas de Infantes, que sirvió, esta última, de morada al Primer Secretario de Estado, el Conde de Floridablanca. A pesar de la diferencia de tiempo, Villanueva fue fiel al estilo que preside en todo el conjunto. Este arquitecto también se responsabilizó de la reordenación urbanística del caserío surgido detrás la Lonja y, en su entramado de plazas y calles, mantuvo la impronta herreriana.
Durante la construcción de la Real Fundación, también se emprendieron importantes obras de ingeniería en diferentes caminos. Es el caso del Puente Nuevo, mandado erigir por el monarca en 1583, un año antes de la conclusión del monasterio. Está situado sobre el río Guadarrama, cerca de Torrelodones, aunque en el término municipal de Galapagar. Esta obra resultó decisiva, pues abrió una ruta más directa que la del Camino Real de Valladolid, a través del citado pueblo. El puente luce en ambos frontales la célebre parrilla escurialense, que lo vincula directamente con el monasterio. Presenta un único arco, de medio punto, rematado en sus extremos por tajamares a cada lado, que lo asemejan al puente de Segovia, en Madrid, construido por la escuela de Juan de Herrera o, probablemente, por él mismo.

### Otros estilos

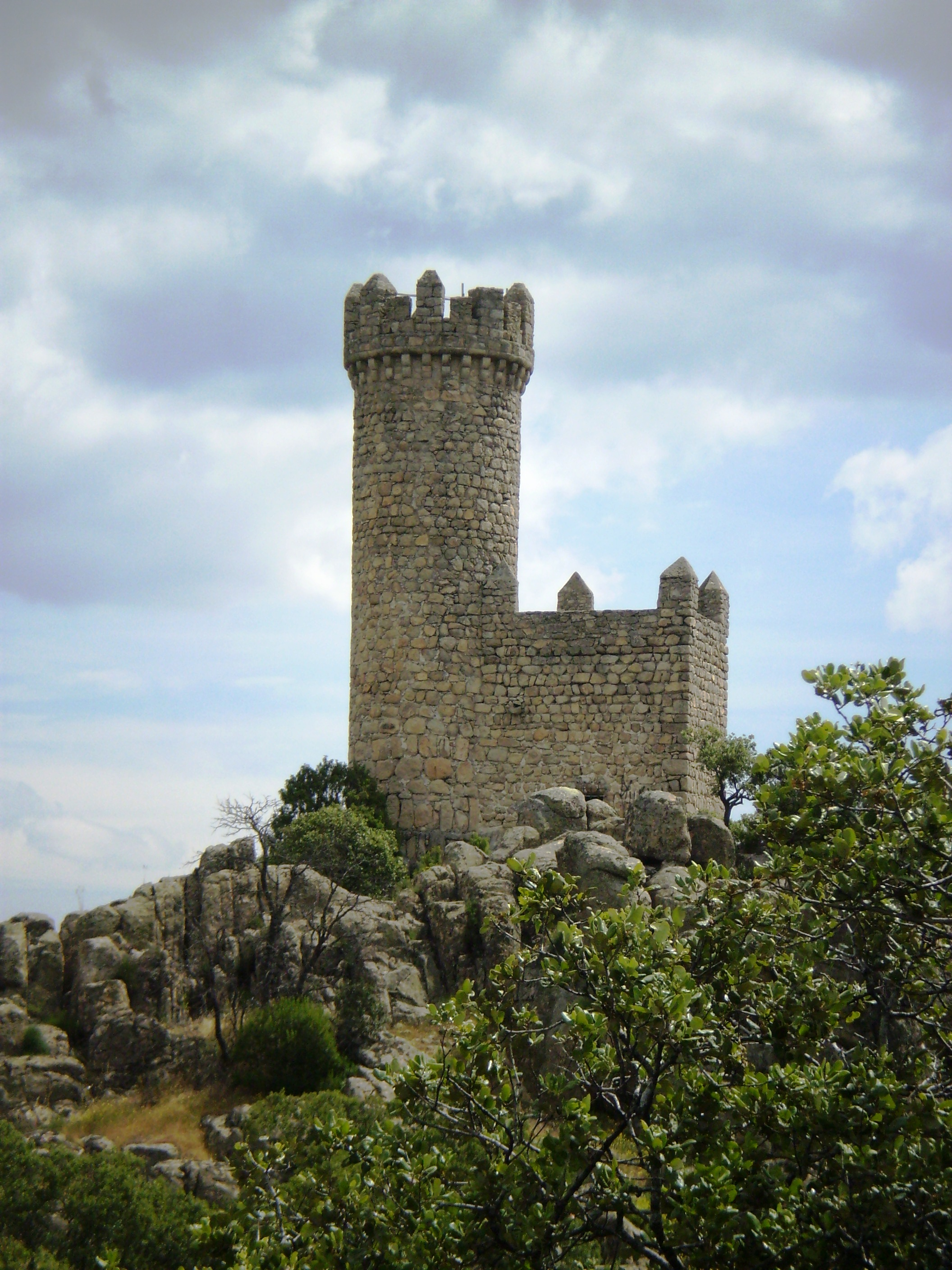
La atalaya de Torrelodones se construyó en el.

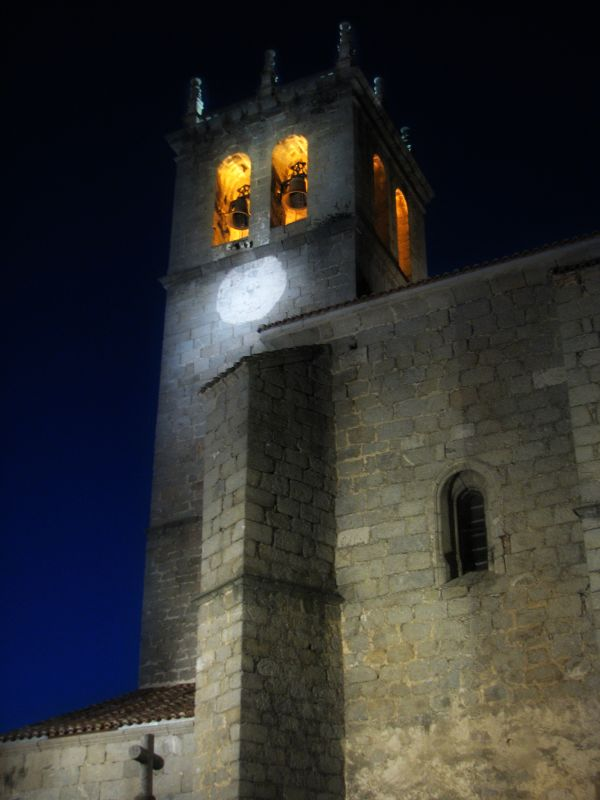
Vista nocturna de la iglesia de la Asunción de Nuestra Señora, en Robledo de Chavela.

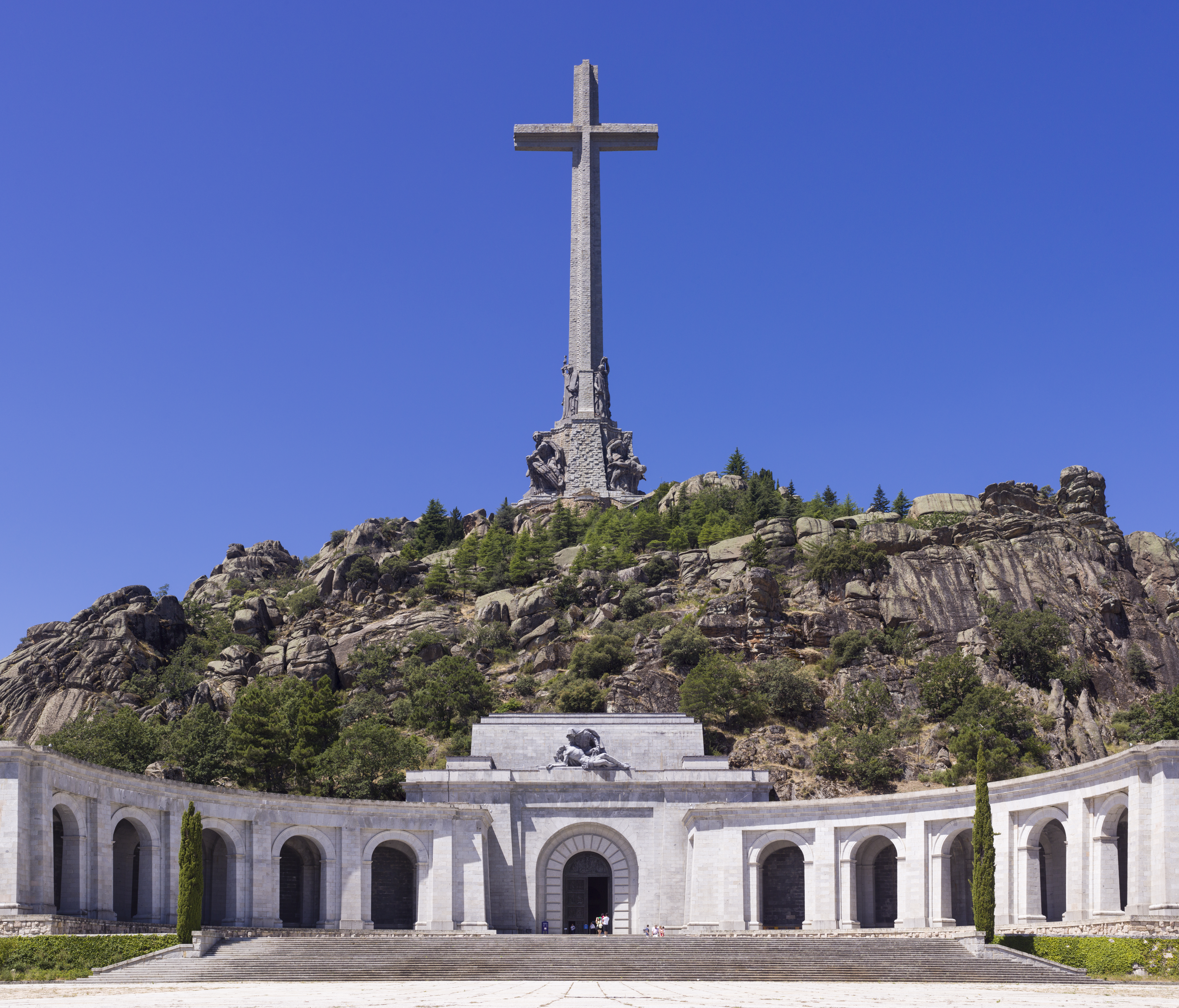
El Valle de los Caídos, en San Lorenzo de El Escorial, es uno de los monumentos más visitados de la Ruta Imperial.

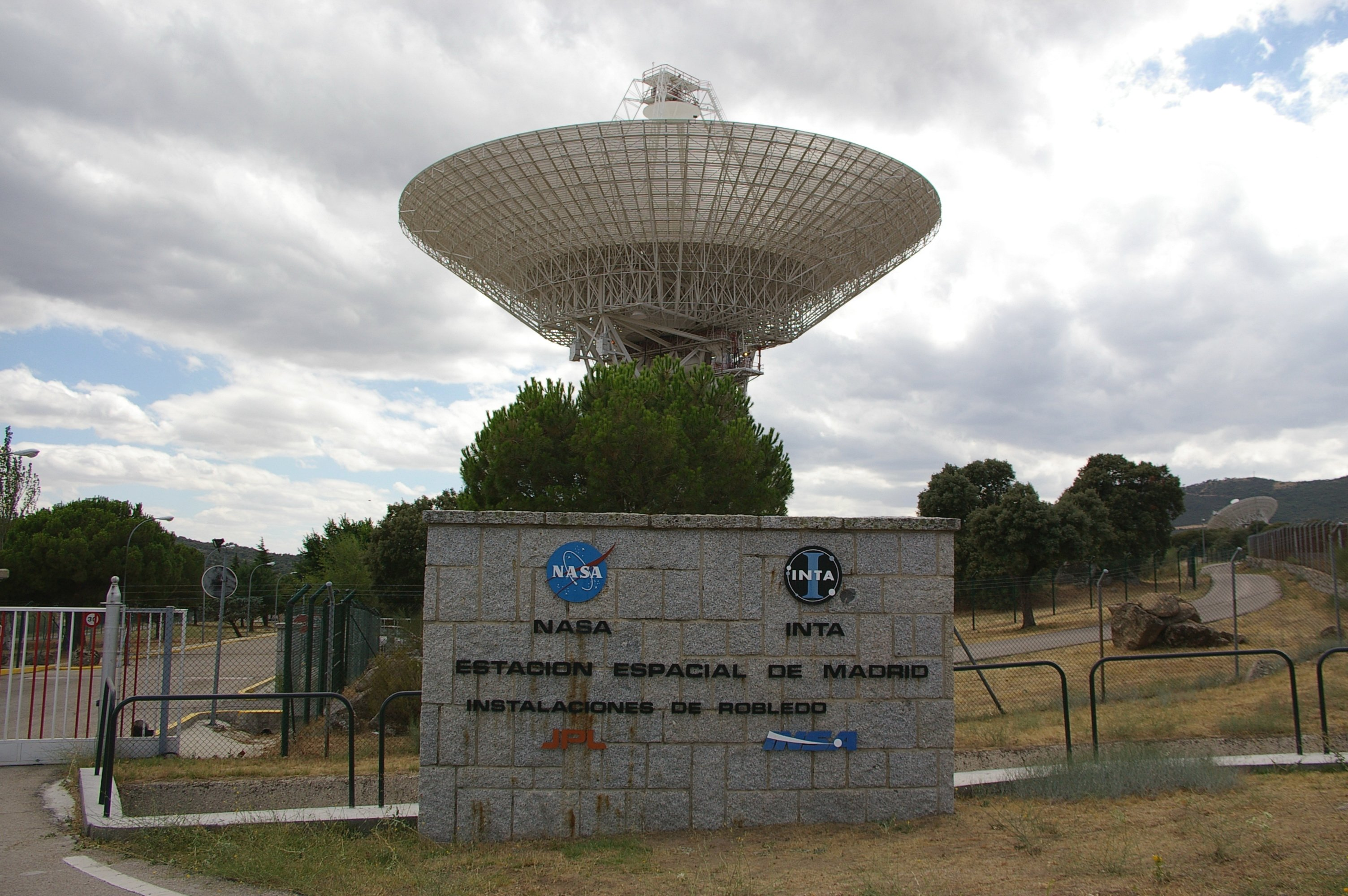
La Base Aeroespacial de Robledo de Chavela, uno de los atractivos turísticos de la Ruta.

A los edificios herrerianos que aparecen en la Ruta Imperial se les suman varias construcciones de siglos y estilos diferentes. Las corrientes arquitectónicas mejor representadas son el gótico tardío, presente en la iglesia mayor de Robledo de Chavela, y el neoclasicismo, que se concentra preferentemente en el Real Sitio. A esta oferta artística se le añaden dos monumentos del siglo XX, sin un estilo definido: el Valle de los Caídos y el palacio del Canto del Pico. 
La zona, que sufrió un fuerte grado de despoblación durante la Alta Edad Media, prácticamente carece de monumentos relevantes anteriores al siglo XV, cuando el gótico, en su versión más tardía, penetró en la vertiente madrileña de la sierra de Guadarrama. Entre las construcciones premedievales, destaca la Silla de Felipe II, en San Lorenzo de El Escorial, tal vez la huella humana más antigua de la Ruta Imperial. Según la tradición, fue mandada labrar sobre una roca natural por el monarca, que la utilizaba como observatorio de las obras del monasterio. Sin embargo, recientes investigaciones apuntan a que puede tratarse de un altar vetón.
La atalaya de Torrelodones, de origen musulmán, es la siguiente edificación en antigüedad. Está situada en lo alto de un cerro y es visible desde la autopista A-6 (Madrid-La Coruña). Surgió, en el siglo IX, como una torre destinada a vigilar las posibles incursiones cristianas. 
El pueblo abandonado de Navalquejigo, en el término de El Escorial, alberga una pequeña iglesia de finales del siglo XII o principios del XIII, que se encuentra en estado ruinoso. Pertenece al grupo de iglesias de repoblación fortificadas de la sierra de Guadarrama.
Del siglo XIV data, probablemente, el Torreón de Fuentelámparas, localizado en Robledo de Chavela. Poco se sabe sobre su origen, aunque se supone que desempeñaba una función de vigilancia de tierras de pastos.
En este pueblo se encuentra el mejor ejemplo de gótico tardío de la Ruta Imperial. Se trata de la iglesia de la Asunción de Nuestra Señora, que empezó a construirse en el siglo XV. El templo, que presenta un aspecto fortificado, guarda en su interior una pila bautismal gallonada, una talla atribuida a Alonso Berruguete y un retablo de Antonio Rincón, pintor de cámara de los Reyes Católicos.
En las iglesias parroquiales posteriores al siglo XV, aparecen leves toques renacentistas combinados con elementos zonales, característicos de la arquitectura rural guadarrameña. Es el caso de la iglesia de San Bartolomé, de Fresnedillas de la Oliva, del siglo XVI. Consta de una única nave y tiene un coro sustentado por columnas del siglo XVII. Y también de la iglesia de El Enebral (siglo XVII), de Collado Villalba, decorada externamente con bolas de piedra, un recurso ornamental muy frecuente en las construcciones de la sierra. En su interior se halla un arco románico. En Torrelodones, cabe citar la iglesia de la Asunción de Nuestra Señora, del siglo XVI.
Collado Villalba, la localidad más poblada de este itinerario turístico, con alrededor de 60 000 habitantes, también conserva otros restos de su pasado rural. La Piedra del Concejo, utilizada desde el siglo XVII como lugar de reunión de los ediles, se encuentra en la plaza principal del casco histórico.
El siglo XVIII dejó dos importantes muestras de arquitectura neoclásica. Ambas se deben a Juan de Villanueva, autor tanto de la Casita del Infante (o de Arriba), en San Lorenzo de El Escorial, como de la Casita del Príncipe (o de Abajo), en El Escorial. Fueron erigidas como pabellones de recreo para la realeza. Los jardines trazados alrededor de este último palacete se encuentran entre los más relevantes del neoclasicismo madrileño.
Guadarrama también cuenta con varias edificaciones dieciochescas. Destacan la iglesia de San Miguel Arcángel, la Fuente de Piedra, iniciada en 1785 en estilo barroco, y el Puente del Rosario, alzado en tiempos de Carlos III sobre el río Guadarrama.
La Ruta Imperial integra al Valle de los Caídos, en las proximidades de San Lorenzo de El Escorial, la construcción del siglo XX más importante del itinerario. Este monumento funerario, erigido entre 1940 y 1958, se encuentra en el paraje conocido como Cuelgamuros. Consta de una basílica, excavada sobre la piedra, una abadía, una hostería y una cruz de 150 m de altura, que corona el Risco de la Nava (1390 m). La base de la cruz está custodiada por cuatro esculturas de gran tamaño (aproximadamente 18 m), que representan a los evangelistas, obra de Juan de Ávalos. Es uno de los destinos más visitados de la Ruta Imperial. 
Otra construcción del siglo XX es el Palacio del Canto del Pico, que preside una montaña de más de 1000 m de altitud en el término de Torrelodones. Este edificio, que presenta ciertos toques modernistas, fue concebido como casa-museo. En su estructura están integrados diferentes elementos arquitectónicos procedentes de varios monumentos españoles.
Cerca de Fresnedillas de la Oliva, aunque en el término municipal de Robledo de Chavela, se encuentra la Base Aeroespacial de la NASA y el Instituto Nacional de Técnica Aeroespacial (INTA), en funcionamiento desde 1967. Algunas de sus antenas alcanzan hasta los 70 m de diámetro.

## Patrimonio natural

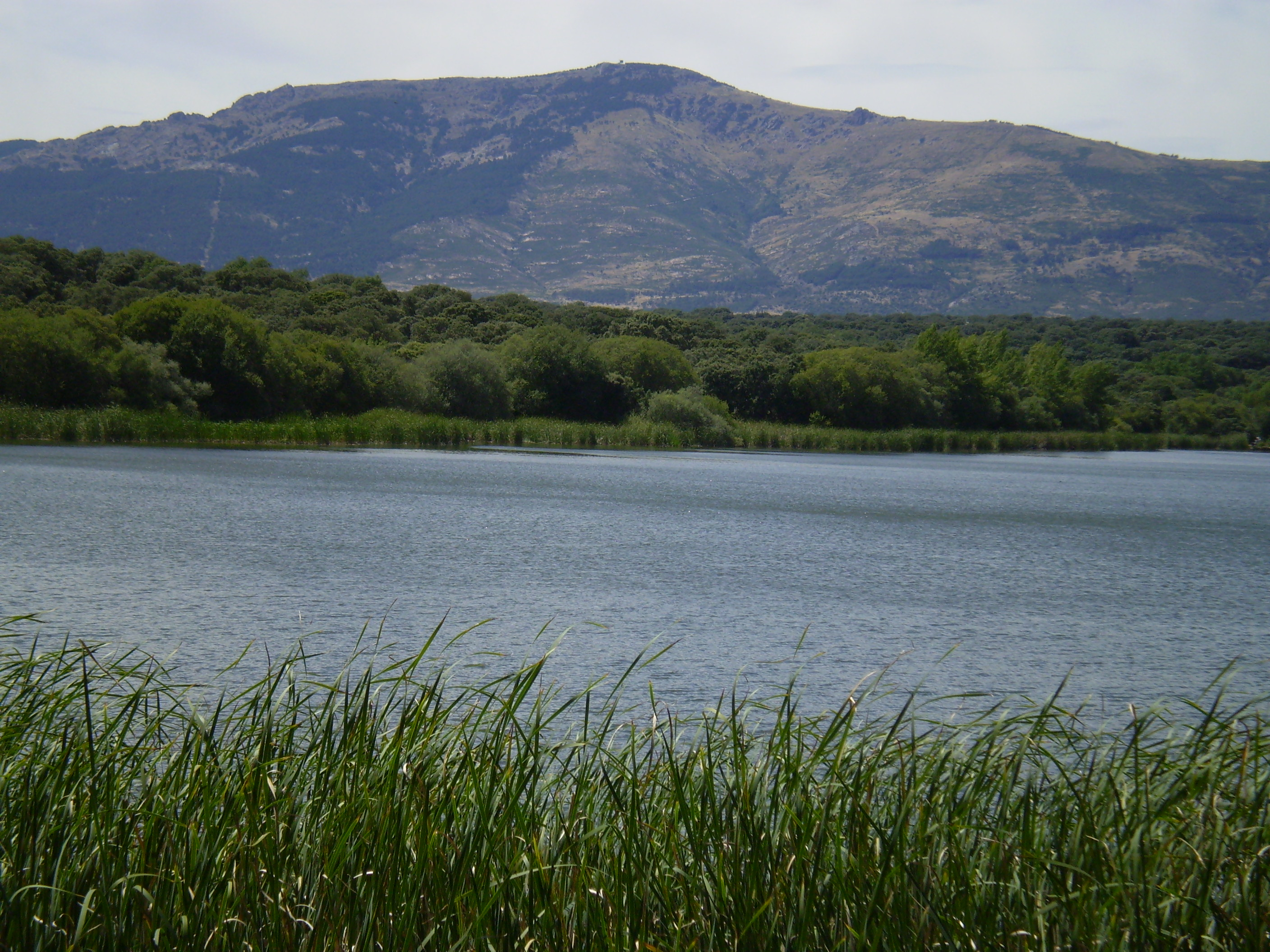
El monte Abantos, desde el embalse de Los Arroyos.

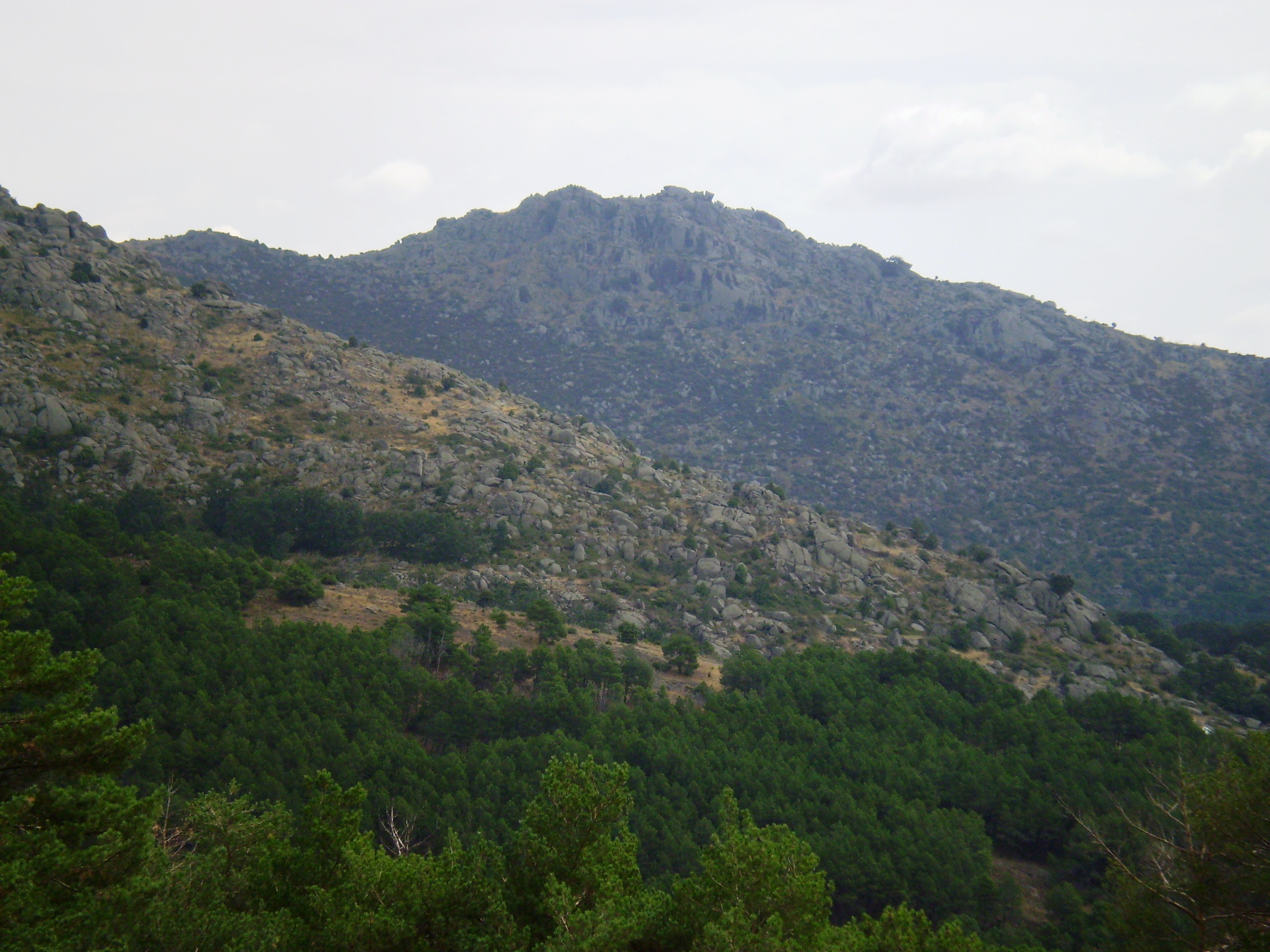
Las Machotas cierran el llamado Circo de El Escorial por su extremo sur.

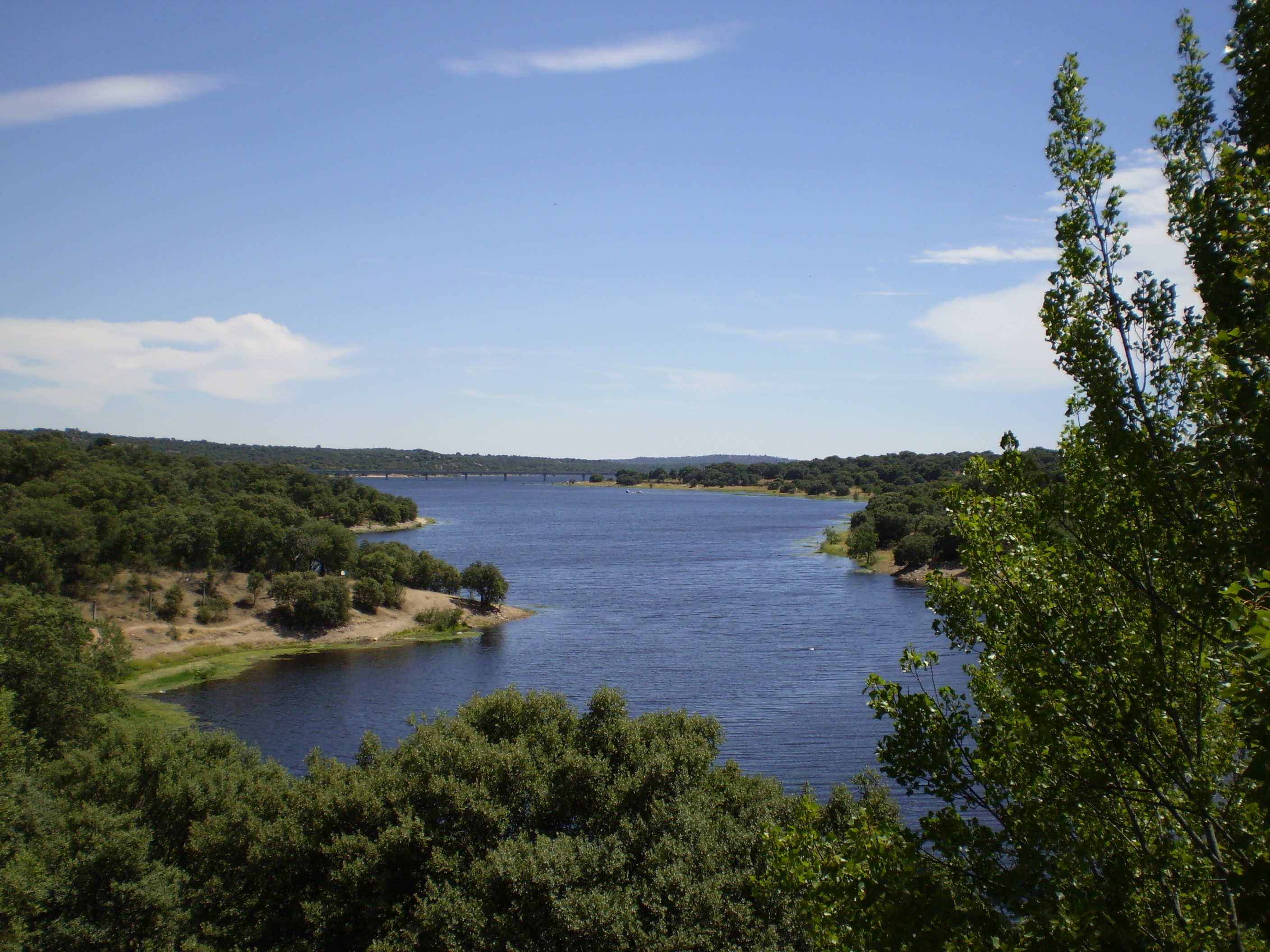
Vista parcial del embalse de Valmayor.

La Ruta Imperial recorre diferentes espacios naturales, que han recibido distintos niveles de protección por parte de la Comunidad de Madrid. Atraviesa parcialmente dos Parques Regionales, un Monumento Natural y un Paraje Pintoresco, además de otras zonas, no protegidas legalmente, de gran valor paisajístico y medioambiental.
En su primer tramo (Torrelodones-Collado Villalba-Guadarrama), transcurre por uno de los extremos occidentales del Parque Regional de la Cuenca Alta del Manzanares, en el que se integran parcialmente los dos primeros municipios. Estos se encuentran bordeados por la sierra del Hoyo de Manzanares, uno de los parajes de esta área protegida, poblada por encinares y pinos. 
Además, una parte del término de Torrelodones se halla dentro del Parque Regional del curso medio del río Guadarrama y su entorno, si bien se encuentra alejada de la A-6 (autopista de Madrid-La Coruña), por la que discurre la Ruta Imperial en su primer tramo.
En Guadarrama, se sitúa el Monumento Natural de las Peñas del Arcipreste. Sobre esta roca caballera, que aparece al este del puerto de los Leones, se han grabado varias frases dedicadas a Juan Ruiz, el arcipreste de Hita, autor de las célebres serranillas, llamadas así en alusión directa a la sierra de Guadarrama, donde este autor se inspiró.
En el núcleo central de la Ruta (San Lorenzo de El Escorial-El Escorial), aparece el Paraje Pintoresco del Pinar de Abantos y Zona de La Herrería. Sobre la ladera suroccidental del monte Abantos (1753 m) se construyó el Real Monasterio y, en su parte septentrional, el Valle de los Caídos. Sus bosques de pinos, robles y encinas dan cabida a poblaciones de corzos, así como a dos especies de mariposa, protegidas en la Comunidad de Madrid. 
La Herrería, por su parte, posee una gran importancia histórica, ya que, en el siglo XVI, quedó dentro de la llamada Cerca de Felipe II, que delimitaba diferentes fincas utilizadas para el esparcimiento y recreo del monarca. Los robledales y los fresnedales conforman la vegetación de este paraje, principalmente en forma de dehesa. Muy próxima se encuentra la montaña de Las Machotas, que cierra el extremo sur del llamado Circo de El Escorial.
El tercer y último tramo de la Ruta Imperial (Robledo de Chavela-Fresnedillas de la Oliva-Navalagamella-Valdemorillo) se topa con tres ríos de interés paisajístico y medioambiental. Por el primer municipio desfilan el Cofio y el Perales, río —este último— que también pasa por Navalagamella. Ambos van a parar al Alberche. 
Los montes de San Benito (1626 m), La Almenara (1259 m) y Almojón (1178 m) son otros atractivos naturales de esta zona.
Más hacia el sur, en Valdemorillo, el Aulencia —afluente del Guadarrama— forma la zona húmeda más importante de la Ruta Imperial y una de las más significativas de la región, el embalse de Valmayor. Este pantano se encuentra incluido en el Parque Regional del curso medio del río Guadarrama y su entorno.